# NGC 5764
NGC 5764 је расејано звездано јато у сазвежђу Вук које се налази на NGC листи објеката дубоког неба.
Деклинација објекта је - 52° 40' 16" а ректасцензија 14h 53m 31,8s. Привидна величина (магнитуда) објекта NGC 5764 износи 12,6. NGC 5764 је још познат и под ознакама OCL 934, ESO 223-SC4.